# سالم بن عبد الله (صحابة الحسين)
سالم بن عمرو بن عبد الله كان من صَحب الحسين بن علي، واستُشهد في معركة كربلاء. رافق مسلم بن عقيل في ثورته، وبعد استشهاد مسلم خرج من الكوفة ليلتحق بجيش الحسين بن علي.

## الانضمام إلى مسلم بن عقيل
سالم بن عمرو بن عبد الله كان خادما لبني المدينة الكلبي. كان يعيش في الكوفة. ساعد سالم مسلم بن عقيل في ثورته، وبعد استشهاد مسلم قبض عليه كثير بن شهاب. وتمكن من الهروب من سجن عبيد الله بن زياد والاختباء مع قبيلته.

## الانضمام إلى حسين
وبعد أن وصلت قافلة الحسين إلى كربلاء، انضم سالم وعدد من بني كلب إلى جيش الحسين. واستُشهد يوم عاشوراء. استُشهد سليم في الهجوم الأول يوم عاشوراء. ولكن في مصدر آخر لا يوجد ذكر لسليم بين الشهداء الأوائل.
وقد ورد ذكر سالم شهيدًا في كربلاء في رواية زيارة الشهداء: «السلام على سالم خادم بني المدينة الكلبي». ومع ذلك، فإن المصادر الشيعية المبكرة للتاريخ والرجال لا تذكر سليم بين شهداء كربلاء.